# Paepalanthus andicola
Paepalanthus andicola är en gräsväxtart som beskrevs av Friedrich August Körnicke. Paepalanthus andicola ingår i släktet Paepalanthus och familjen Eriocaulaceae. Inga underarter finns listade i Catalogue of Life.